# Jan van den Brink (vakbondsbestuurder)
Jan van den Brink (Barneveld, 7 december 1957) is een Nederlands vakbondsbestuurder. Hij is als bestuurder van het FNV sinds 1998 betrokken bij personeelsaangelegenheden op Luchthaven Schiphol en daardoor veelvuldig prominent in het nieuws bij onrust onder laaggeschoolde arbeiders aldaar.

## Jeugd
Van den Brink groeide op als de oudste zoon van een handelaar in granen, tevens ouderling van de Nederlandse Hervormde Kerk. Hij was met onder meer Pim van Galen lid van het oprichtingsbestuur van jongerencentrum De Komeet te Barneveld, dat in februari 1983 van start ging met een brisant optreden van Herman Brood & His Wild Romance.

## Loopbaan
Van den Brink studeerde van 1978 tot 1986 Algemene Economie aan de Erasmus Universiteit Rotterdam. Van 1987 tot 1998 was hij voor het FNV werkzaam in de Haven van Rotterdam. Hij trad hier voor de werknemers van de gevestigde monopolist Smit Havensleepdiensten in het geweer tegen de Gele vakbond van de disruptieve concurrent Kotug.
Vanaf 1998 is de inzet van Van den Brink mede bepalend voor de arbeidspositie van het grondpersoneel op Luchthaven Schiphol, dat grotendeels in dienst is van de KLM. Het KLM-grondpersoneel, 14.000 in getal, is voor de helft aangesloten bij een vijftal vakbonden. Het FNV neemt een sleutelpositie in, omdat het met 3.500 leden de helft van het georganiseerde KLM-grondpersoneel vertegenwoordigt. De KLM ondervindt concurrentie van onder meer Aviapartner en Swissport, waardoor de kwaliteit van de lifetime jobs van het KLM-grondpersoneel onder druk staat. Van den Brink zette in 2016 hoog in bij een conflict over onder meer het privilege van goedkoop vliegen door een schriftelijk verzoek in te dienen het predicaat Koninklijke aan de KLM te ontnemen, hetgeen wel veel stof deed opwaaien maar geen gevolg kreeg.
Jan van den Brink was mentor en naaste collega van Zakaria Boufangacha, die in 2017 werd opgenomen in de top van het FNV.